# Biserica „Sfântul Ilie” din Toceni
Biserica „Sf. Ilie” este o biserică amplasată în Toceni, raionul Cantemir, Republica Moldova. Este un monument arhitectural de importanță națională inclus în Registrul monumentelor Republicii Moldova ocrotite de stat cu nr. 80 (raionul Cantemir). Datează din 1895.